# سیارک ۱۵۵۸
سیارک ۱۵۵۸ (به انگلیسی: 1558 Jarnefelt، نامگذاری:1942BD) هزار و پانصد و پنجاه و هشتمین سیارک کشف شده‌است که در ۲۰ ژانویه ۱۹۴۲ کشف شد.
قدر مطلق سیارک برابر ۱۰٫۲۰ است.